# Keti Khitiri
Ketevan Khitiri, detta Keti (ქეთევან (ქეთი) ხიტირი); Tbilisi, 20 maggio 1982), è un'attrice teatrale georgiana.
Fa parte della compagnia del Teatro Rustaveli di Tbilisi.

## Biografia
Ketevan (Keti) Khitiri è nata a Tbilisi (Georgia). Nel 1999 si è diplomata al Primo Liceo Sperimentale di Tbilisi e nello stesso anno è stata ammessa alla Facoltà dramma dell'Università di Teatro e del Cinema. Ancora come studentessa, si era già fatta notare e apprezzare per il suo talento singolare. Nel 2002 Keti ha ricevuto il premio come migliore attrice dell'anno per la sua interpretazione di Mary Warren ne Il crogiuolo di Arthur Miller, dedicata alla caccia alle streghe a Salem.
Nel 2005 Keti è diventata attrice del più celebre teatro georgiano, il Teatro Rustaveli. Lo stesso anno la Società Teatrale di Georgia ha assegnato a Keti il premio come migliore attrice dell'anno per l'interpretazione di Kato nella produzione di David Khvtisiashvili del dramma di Lali Roseba Premiere.
Nel repertorio corrente del Teatro Rustaveli Keti Khitiri è protagonista di alcune produzioni.   Si può sottolineare che la sua gamma artistica è molto ampia, comprendendo generi diversi. I ruoli da lei interpretati sono abbastanza diversi. In particolare, il suo successo e la popolarità sono collegati con il personaggio di Karojna, interpretato da Keti Khitiri nella produzione del dramma georgiano classico Sfortuna di Darispan di David Kldiashvili.

## Principali lavori teatrali
- Manina - Otar Chialdze di "Scarette rosse di Tsate", regia: Giga Lortkipanidze - 2006.
- Karojna - David Kldiashvili la "Sfortuna di Darispan", i registi: Robert Sturua e Zaza Papuashvili - 2006.
- Anano - "Le creature spirituali" di Lasha Bugadze, regista: David Sakvarelidze - 2007.
- Baia - Archil Sulakauri "Salamura", regia: Robert Sturua - 2007.
- Keti - George Mgeladze "Say Cheese", regia: George Mgeladze - 2009.

## Filmografia parziale
- Buon Dio, perché ... ingrato – regia: Giga Lortkipanidze - 2003.